# Ландвер-канал

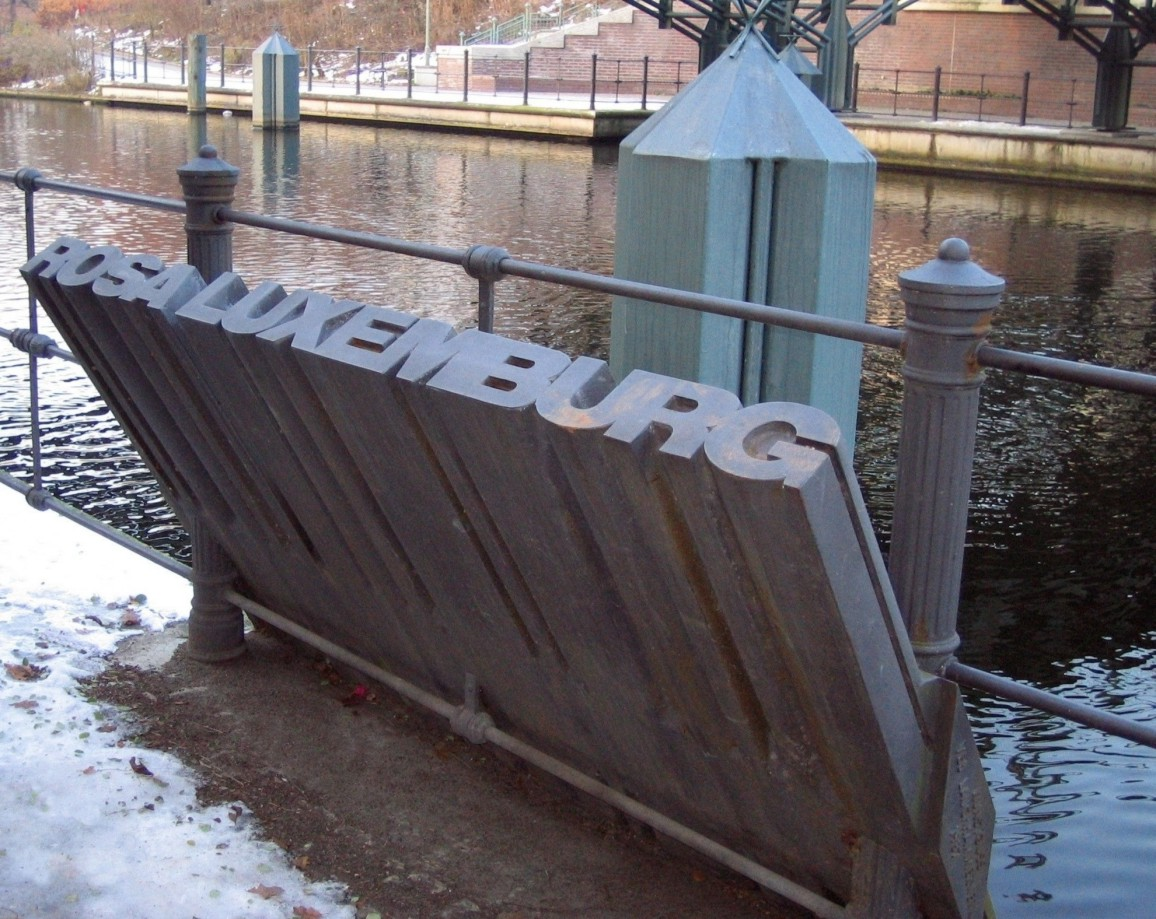
Мемориал на месте обнаружения тела убитой Розы Люксембург

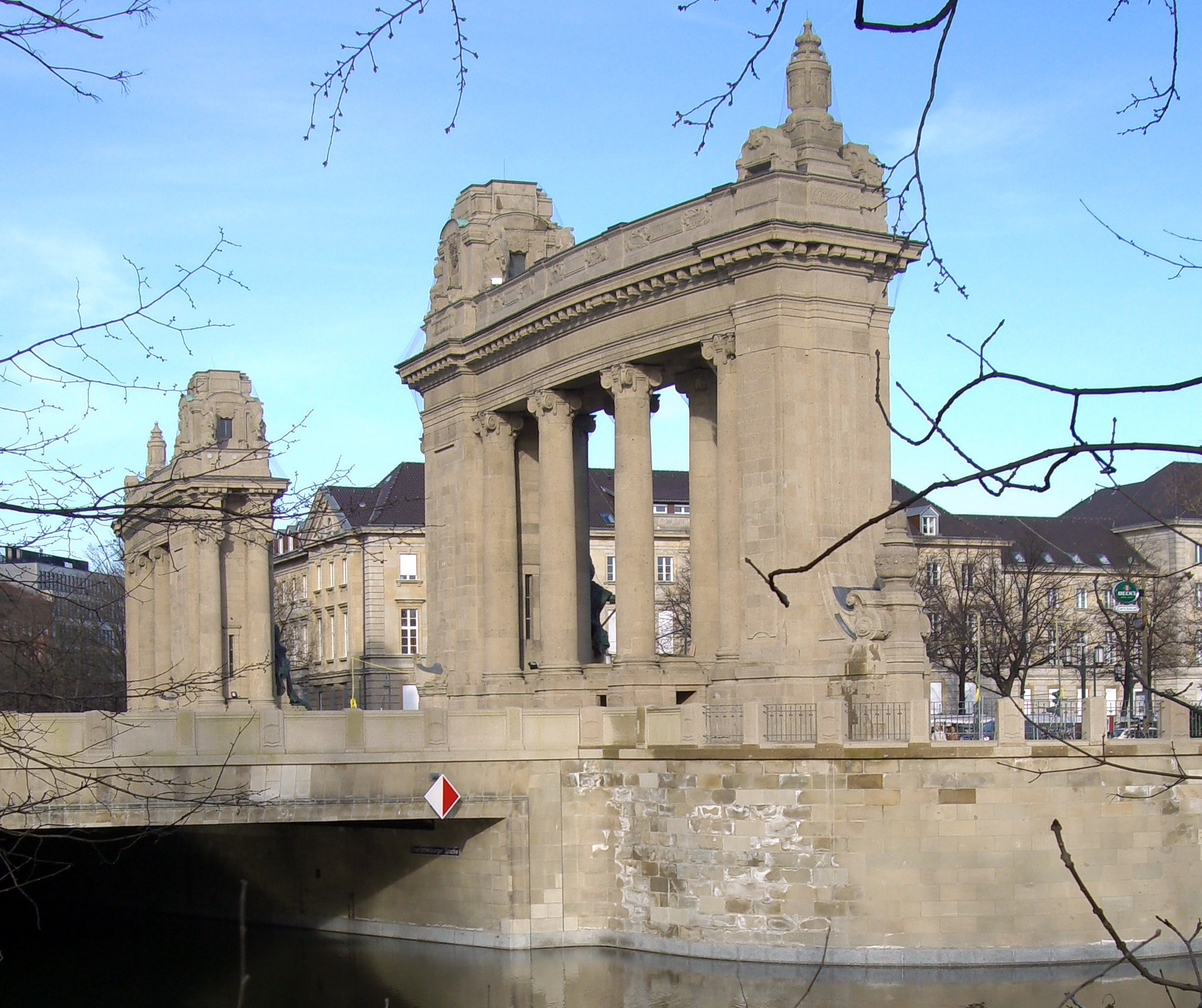
Шарлоттенбургские ворота, украшающие Шарлоттенбургский мост через Ландвер-канал

Ландве́р-канал (нем. Landwehrkanal, сокр. LWK) — водный путь федерального значения первого класса в Берлине, юридически входит в состав Шпре-Одерского водного пути. Как боковой канал берлинского участка Шпре этого водного пути, Ландвер-канал длиной 10,73 км соединяет Шпрее у Восточной гавани с Шпрее в Шарлоттенбурге и проходит по территории районов Кройцберг, Нойкёльн, Тиргартен и Шарлоттенбург. Находится в ведении Управления водного хозяйства и судоходства Берлина. Разметка по километрам начинается в Шарлоттенбурге. Полезная ширина канала составляет 22 метра, глубина посередине канала — 2 метра. Разница в высоте канала в два метра в среднем на восточном и западном концах нивелируется ступенями со шлюзами на отметках 10,57 км и 1,67 км.
Название канала не связано с военно-историческим термином «ландвер». В Позднем Средневековье ландверами назывались полевые укрепления за пределами городской стены, часто определявшие границы влияния города. Такой оборонительный ров в Берлине за городской стеной между Силезскими и Галльскими воротами заложили ещё до 1700 года. В начале XIX века транспортные мощности Шпрее были исчерпаны, из-за небольшой пропускной способности шлюза на Шпрее-канале в центре возникали заторы. В 1818 году был разработан проект по переводу сквозного сообщения за пределы городской стены на обводной канал с шириной дна в 11,3 м и минимальной глубиной в 1,26 м. Несмотря на проведённые подготовительные работы, король Фридрих Вильгельм III приостановил реализацию проекта в 1820 году по финансовым причинам.
В 1840 году король Пруссии поручил градостроителю и ландшафтному архитектору Петеру Йозефу Ленне разработку нескольких крупных проектов на юге Берлина. Одновременно с застройкой Кёпеникского Поля и возведением Луизенштадтского канала планировалось реализовать идею отводящего канала для Шпре. Помимо основной цели существовала необходимость осушения застраиваемых земельных участков и организации доставки строительных материалов к месту строительства. В результате бюрократических проволочек на момент начала строительства в 1845 году ещё не был определён маршрут пролегания канала во всех точках. Торжественная церемония открытия Ландвер-канала состоялась 2 сентября 1850 года и не привлекла внимания ни прессы, ни берлинцев, ведь канал находился на значительном расстоянии от города.
Минимальная глубина Ландвер-канала составляла 1,57 м, ширина по зеркалу водной поверхности — 22,60 м, но по дну — лишь 10 м. Значительный береговой откос не позволял судам швартоваться. Глубина канала регулировалась шлюзовыми воротами на обоих концах канала и никогда не опускалась ниже 1,5 м вне зависимости от уровня воды в Шпрее. Изначально на Ландвер-канале было предусмотрено два порта — в Кройцберге и в Шёнеберге. Проект Ленне предусматривал благоустройство Ландвер-канала в новых жилых районах прибрежными бульварами и лесопосадками. Тем не менее, сомнительно, что эти планы были реализованы, поскольку на этот момент в Берлине не была проложена канализация и сточные воды неочищенными попадали в канал, в котором жители стирали и мылись.
Потенциал канала вскоре оказался исчерпан. Встречным судам с трудом удавалось разойтись в узком канале, береговые укрепления часто повреждались, проникавший в канал песок осложнял судоходство. По распоряжению 1880 года движение по каналу стало односторонним. Первая реконструкция канала была проведена в 1883—1890 годах. Дно канала было расширено до 22 м, берега канала почти по всей длине стали отвесными. Глубина канала увеличилась до 1,75 м, мосты, которые прежде приходилось разводить перед каждым судном, стали выше. Вторая крупная реконструкция Ландвер-канала была проведена в 1936—1941 годах, в этот период были перенесены шлюзы, глубина канала в средней части достигла двух метров, но высота мостов осталась без изменения.
В разрушенном после войны Берлине Ландвер-канал вновь обрёл большое значение для вывоза строительного мусора, но впоследствии уступил свою роль в грузоперевозках автомобильному транспорту. В настоящее время Ландвер-канал используется практически только прогулочными и спортивными судами. Берегоукрепительные сооружения Ландвер-канала находятся под защитой государства как памятник архитектуры. В Большом Тиргартене под мостом Лихтенштейна через Ландвер-канал на месте убийства Розы Люксембург установлен мемориал. 15 января 1919 года она была убита после допроса во время перевозки на автомобиле. Убийцы Люксембург, состоявшие во фрайкоре, сбросили её тело в Ландвер-канал. Труп Розы Люксембург был обнаружен лишь в конце мая 1919 года.